# Laura Thermes
Laura Thermes (Roma, 1º dicembre 1943) è un'architetta italiana.

## Biografia
Nata a Roma nel 1943, dopo avere insegnato nella capitale, collaborando con Maurizio Sacripanti, ha iniziato nel 1966 il lungo sodalizio professionale con il marito Franco Purini, con cui ha partecipato sia alla Biennale di Venezia sia alla Triennale di Milano. Nel 1980 è infatti uno degli architetti chiamati da Paolo Portoghesi alla Biennale, per partecipare all'installazione Strada Novissima, che diverrà manifesto dell'architettura postmoderna.
La sua attività professionale, si inquadra prevalentemente all'interno dello studio Purini/Thermes, che ha prodotto alcuni tra i progetti più interessanti dagli anni settanta in poi, lavorando sui temi del progetto urbano, della relazione tra architettura e paesaggio; tra i principali interventi si ricordano quelli in Sicilia a Gibellina (Trapani): la Casa del farmacista (1980), il sistema delle piazze (1982), Casa Pirrello (1990), e la cappella Sant'Antonio da Padova a Poggioreale (Trapani).
Oltre che nella progettazione architettonica urbana e in quella della ricerca compositiva Laura Thermes è attiva nel campo della teoria e si è occupata, a partire dal suo trasferimento universitario a Reggio Calabria, delle problematiche delle città meridionali.
Dal 1989 è professore ordinario di Composizione Architettonica presso la Facoltà di Architettura di Reggio Calabria, dal 1999 al 2005 è stata Direttore del Dipartimento di Arte, Scienza e Tecnica del Costruire e dal 1999 è coordinatore del Dottorato di Progettazione Architettonica e Urbana da lei stessa istituito. Dal 2002 è responsabile scientifico dei Laboratori Internazionali di Architettura (LidA), che si svolgono ogni anno in un centro urbano del Meridione in stretto rapporto con le amministrazioni locali fornendo contributi progettuali su specifiche problematiche.
Ha tenuto numerosi corsi come visiting professor presso Facoltà di Architettura nordamericane e in Mozambico e nel 2002 è stata invitata a partecipare al Convegno Internazionale Itinerante per la Fondazione dell'Università Cattolica di Lima. Dal 2009 è Accademico di San Luca.

## Archivio
L'archivio comprendente la documentazione relativa ai progetti realizzati da Laura Thermes in collaborazione con Franco Purini è stato dichiarato di notevole interesse storico dalla Soprintendenza Archivistica per il Lazio il 26 marzo 2003 ed è conservato presso il produttore.